# Love at First Sting
«Love at First Sting» (укр. Кохання з першого укусу) — дев'ятий студійний альбом німецького рок-гурту Scorpions, випущений 1984 року.

## Список композицій
Автор слів Клаус Майне (окрім де вказано), автор музики Рудольф Шенкер (окрім де вказано). 
| Видання на компакт-касеті Перша сторона | Видання на компакт-касеті Перша сторона | Видання на компакт-касеті Перша сторона | Видання на компакт-касеті Перша сторона |
| #                                       | Назва                                   | Автор слів                              | Тривалість                              |
| --------------------------------------- | --------------------------------------- | --------------------------------------- | --------------------------------------- |
| 1.                                      | «Bad Boys Running Wild»                 | Клаус Майне Герман Раребелл             | 3:54                                    |
| 2.                                      | «Rock You Like a Hurricane»             | Клаус Майне Герман Раребелл             | 4:11                                    |
| 3.                                      | «I'm Leaving You»                       |                                         | 4:16                                    |
| 4.                                      | «Coming Home»                           |                                         | 4:58                                    |
| 5.                                      | «The Same Thrill»                       |                                         | 3:30                                    |

| Друга сторона             | Друга сторона                    | Друга сторона |
| #                         | Назва                            | Тривалість    |
| ------------------------- | -------------------------------- | ------------- |
| 6.                        | «Big City Nights»                | 4:08          |
| 7.                        | «As Soon as the Good Times Roll» | 5:01          |
| 8.                        | «Crossfire»                      | 4:31          |
| 9.                        | «Still Loving You»               | 6:26          |
| Загальна тривалість 40:55 |                                  |               |

| Подарункове видання 2015 року до 50-річчя створення гурту | Подарункове видання 2015 року до 50-річчя створення гурту | Подарункове видання 2015 року до 50-річчя створення гурту | Подарункове видання 2015 року до 50-річчя створення гурту |
| #                                                         | Назва                                                     | Автор музики                                              | Тривалість                                                |
| --------------------------------------------------------- | --------------------------------------------------------- | --------------------------------------------------------- | --------------------------------------------------------- |
| 10.                                                       | «Coming Home» (демо-версія)                               |                                                           | 3:17                                                      |
| 11.                                                       | «Living at Night» (демо-запис)                            |                                                           | 4:14                                                      |
| 12.                                                       | «First Sting Jam» (демо-запис)                            | Маттіас Ябс Рудольф Шенкер                                | 1:25                                                      |
| 13.                                                       | «Anytime (You Want It)» (демо-запис)                      |                                                           | 5:16                                                      |
| 14.                                                       | «Still Loving You» (демо-версія)                          |                                                           | 5:46                                                      |
| Загальна тривалість 60:54                                 |                                                           |                                                           |                                                           |

| Бонусний компакт-диск 2015-го року Запис наживо з Медісон-сквер-гарден, Нью-Йорк, Сполучені Штати Америки, 7 червня 1984 | Бонусний компакт-диск 2015-го року Запис наживо з Медісон-сквер-гарден, Нью-Йорк, Сполучені Штати Америки, 7 червня 1984 | Бонусний компакт-диск 2015-го року Запис наживо з Медісон-сквер-гарден, Нью-Йорк, Сполучені Штати Америки, 7 червня 1984 |
| # | Назва | Тривалість |
| --- | --- | --- |
| 1. | «Countdown» | 1:58 |
| 2. | «Coming Home» | 3:11 |
| 3. | «Blackout» | 3:48 |
| 4. | «Bad Boys Running Wild»                                                                                                  | 4:11 |
| 5. | «Loving You Sunday Morning»                                                                                              | 4:45 |
| 6. | «Big City Nights» | 5:14 |
| 7. | «Coast to Coast» | 4:58 |
| 8. | «Still Loving You» | 5:52 |
| 9. | «Rock You Like a Hurricane»                                                                                              | 4:20 |
| 10. | «The Zoo» | 8:05 |
| 11. | «Dynamite» | 6:41 |
| Загальна тривалість 53:03                                                                                                | | |

## Учасники запису
У записі альбому взяли участь:
- Клаус Майне — вокал
- Рудольф Шенкер — гітара, соло-гітара (треки 6, 7 та 9), беквокал
- Маттіас Ябс — соло-гітара, ритм-гітара (треки 6, 7 та 9), беквокал
- Френсіс Бухольц — бас-гітара, беквокал
- Герман Раребелл — ударні, беквокал

## Позиції в чартах
| Рік  | Країна          | Чарт                     | Позиція |
| ---- | --------------- | ------------------------ | ------- |
| 1984 | Франція         | French Albums Chart      | 4       |
| 1984 | Німеччина       | GfK Entertainment Charts | 6       |
| 1984 | США             | Billboard 200            | 6       |
| 1984 | Швейцарія       | Schweizer Hitparade      | 9       |
| 1984 | Канада          | RPM Album Top 100        | 15      |
| 1984 | Велика Британія | UK Albums Chart          | 17      |
| 1984 | Швеція          | Sverigetopplistan        | 17      |
| 1984 | Австралія       | Ö3 Austria Top 40        | 19      |
| 1984 | Нова Зеландія   | New Zealand Albums Chart | 48      |

| Рік  | Назва синглу                | Країна          | Чарт                     | Позиція |
| ---- | --------------------------- | --------------- | ------------------------ | ------- |
| 1984 | «Rock You Like a Hurricane» | США             | Billboard Hot 100        | 25      |
| 1984 | «Rock You Like a Hurricane» | Канада          | RPM 50 Singles           | 37      |
| 1984 | «Rock You Like a Hurricane» | Велика Британія | UK Singles Chart         | 78      |
| 1987 | «Rock You Like a Hurricane» | Нідерланди      | MegaCharts               | 47      |
| 1984 | «Still Loving You»          | Швейцарія       | Schweizer Singles Top 75 | 3       |
| 1984 | «Still Loving You»          | Франція         | French Singles Chart     | 3       |
| 1984 | «Still Loving You»          | Німеччина       | GfK Singles Chart        | 14      |
| 1984 | «Still Loving You»          | США             | Billboard Hot 100        | 64      |
| 1987 | «Still Loving You»          | Бельгія         | Ultratop 50 Chart        | 3       |
| 1987 | «Still Loving You»          | Нідерланди      | MegaCharts               | 5       |
| 1984 | «Big City Nights»           | Велика Британія | UK Singles Chart         | 76      |

## Сертифікація
| Країна    | Організація                                 | Рік  | Продажі                    |
| --------- | ------------------------------------------- | ---- | -------------------------- |
| США       | Американська асоціація компаній звукозапису | 1995 | 3хПлатиновий (+ 3,000,000) |
| Канада    | Канадська асоціація компаній звукозапису    | 1988 | 2хПлатиновий (+ 200,000)   |
| Німеччина | Федеральна асоціація музичної індустрії     | 1985 | Золотий (+ 250,000)        |